# Lete Aituto
Lete Aituto ist eine osttimoresische Aldeia im Suco Raiheu (Verwaltungsamt Cailaco, Gemeinde Bobonaro). 2015 lebten in der Aldeia 149 Menschen.

## Geographie
Lete Aituto bildet den Westen des Sucos Raiheu. Östlich liegt die Aldeia Daru Asa. Im Norden grenzt Lete Aituto an den Suco Atudara, im Westen an den Suco Manapa und im Süden 
an das Verwaltungsamt Maliana mit seinem Suco Ritabou. Die Westgrenze bildet der Höhenkamm des Leolaco, der mit seinen 1916 m die Region dominiert. Ihm vorgelagert liegt im Nordosten der Aldeia der Foho Aituto (964 m). Westlich des höchsten Punkts liegt an seinem Nordhang das Dorf Lete Aituto. Nach Süden fällt der Berg steil ab.

## Politik
2023 wurde Mario da Costa zum Chefe de Aldeia gewählt.